# Lasioptera miscella
Lasioptera miscella är en tvåvingeart som beskrevs av Frederick Askew Skuse 1888. Lasioptera miscella ingår i släktet Lasioptera och familjen gallmyggor. Inga underarter finns listade i Catalogue of Life.